# Likbez

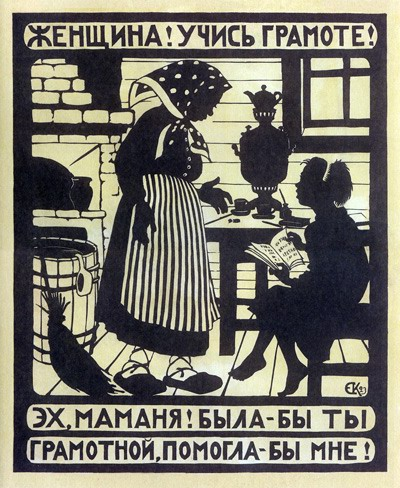
- Dona, aprèn a llegir i escriure! - Ai, mama! Si sabessis llegir i escriure, em podries ajudar! Un pòster de Ielizaveta Krúglikova en defensa de l'alfabetització femenina (1923).

Likbez (en rus: ликбе́з, pronunciació russa: [lʲɪɡˈbʲɛs]; un aclariment de ликвида́ция безгра́мотности, likvidatsiya bezgramotnosti, [lʲɪɡˈbʲɪɪɈv˪ɪɪɈəv˪əɪəʲɪə] ɡramətnəsʲtʲɪ], que significa "eliminació de l'analfabetisme") va ser una campanya d'erradicació de l'analfabetisme a la Rússia Soviètica i la Unió Soviètica al Anys 1920 i 1930. El terme també es va utilitzar per a diferents escoles i cursos establerts durant la campanya.
Quan els Bolxevics va arribar al poder l'any 1917, es van enfrontar a un antic imperi en ruïna amb un gran endarrerit un sistema educatiu deficient. El 1917, dins dels territoris de la rússia tsarista, s'estima que el 37,9% de la població masculina de més de set anys era alfabetitzada i només el 12,5% de la població femenina era alfabetitzada.
La campanya likbez es va iniciar el 26 de desembre de 1919, quan Vladimir Lenin va signar el decret del govern soviètic. "Sobre l'erradicació de l'analfabetisme entre la població de la RSFSR" ("О ликвидации безграмотности среди населения РСФСР"). Segons aquest decret, totes les persones d'entre 8 i 50 anys havien de ser alfabetitzades en la seva llengua materna. Es van crear 40.000 seus de likbez (ликпункты) com a centres d'educació i alfabetització.
Amb poc temps, recursos i finançament inicals a causa de la guerra civil russa de 1917-1923, el Narkompros, el Ministeri d'Educació soviètic, va formar ràpidament la Comissió Likbez (la Comissió Extraordinària per a la Liquidació de l'Analfabetisme) que s'encarregaria de la formació dels professors d'alfabetització. així com organitzar i difondre la campanya d'alfabetització. Des de la pagesia fins als sindicats obrers, es van establir quotes percentuals d'alfabetització específiques per a diferents sectors de la societat soviètica. Per exemple, la campanya sindical pretenia l'alfabetització del 100% dels seus treballadors el 1923.

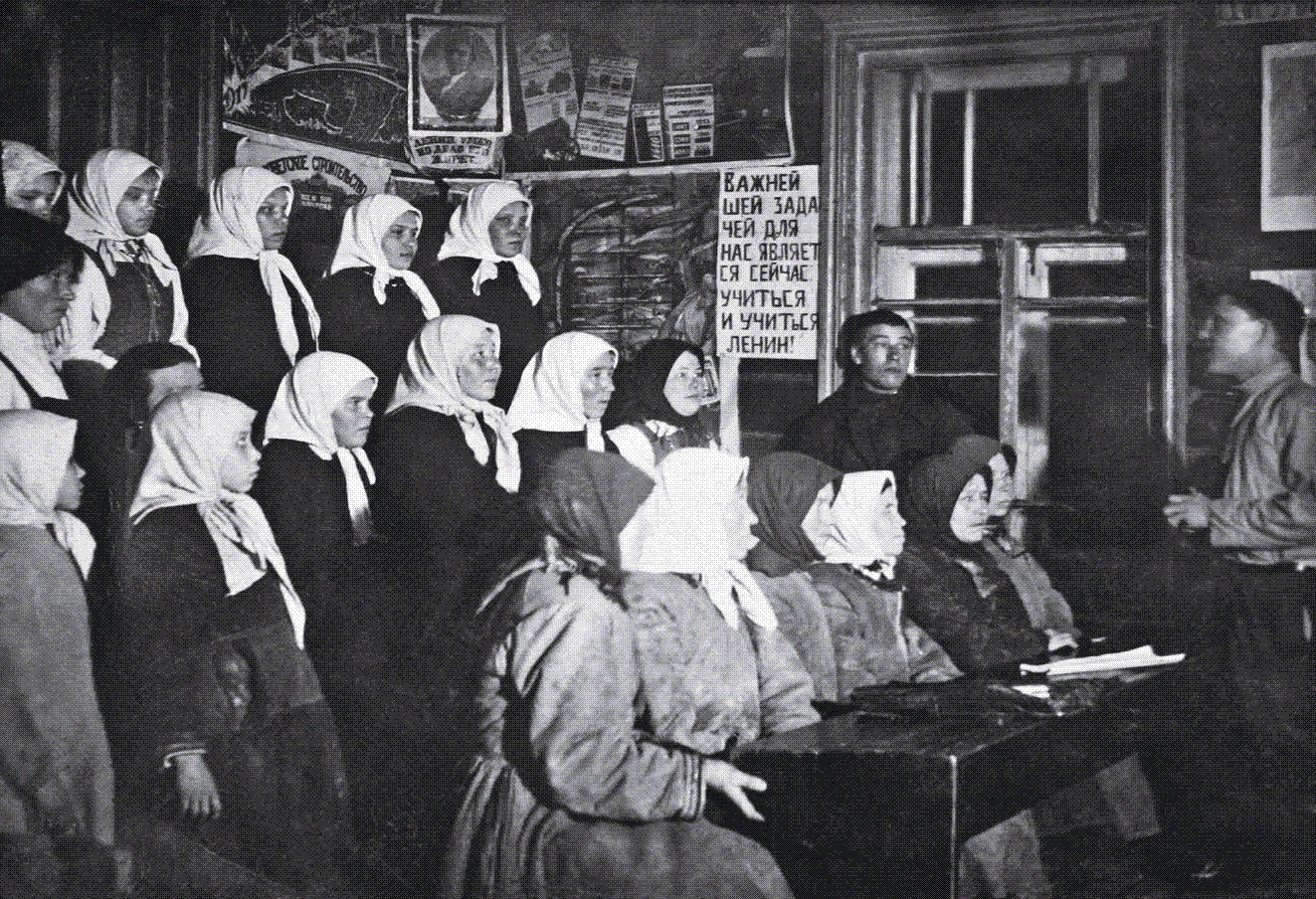
Dones aprenen a llegir i escriure
en txuvaix Shorkasy (RSSA Txuvaixia), 1930s.

Les dones, donada la seva baixa taxa d'alfabetització, eren considerades com les que tenien el potencial més alt per convertir-se en les "modernitzadores" de la societat soviètica. Mitjançant l'educació de les camperoles, els bolxevics esperaven trencar la dominació patriarcal de la societat rural. Lenin havia defensat l'emancipació de la dona i la necessitat de culturització i alfabetitzaciçó com a objectius bàsics de la revolució.
El 1939, l'alfabetització masculina ja era de 90,8% i l'alfabetització femenina havia augmentat fins al 72,5%. Segons el cens soviètic de 1939, les persones alfabetitzades eren el 89,7% (RSFSR, entre 9 i 49 anys). Durant la dècada de 1950, la Unió Soviètica s'havia convertit en un país amb gairebé el 100% d'alfabetització.
Els posters i cartells del likbez, creats per destacats artistes soviètics, tingueren una gran difusió arreu del país, ja que amb les seves imatges permetien arribar també al públic illetrat. A més de les institucions públiques la Zhenotdel, la branca de dones del Partit Comunista, va ser una força destacatda en la difusió de fulletons i cartells a favor de l'alfabetització durant el cim de la campanya de Likbez.
A les zones de la població soviètica de parla no russa, Narkompros va promoure la política de korenització. (literalment "aixecar les arrels") dins de les regions i repúbliques autònomes i separades, promovent al llengua i identitat pròpia de les diferents nacionalitats, com a oposició al nacionalisme rus d'arrel tsarista, fins al punt que l'ensenyament del rus es considerava una actitud contrarevolucionària. Per a les nacionalitats separades, la jerarquia ABCD, un sistema que classificava les 120 llengües de la Unió Soviètica segons el seu significat comunicable, va traçar un pla específic per a l'assoliment de l'alfabetització de cada nacionalitat. L'any 1924 es van imprimir llibres de text en 25 idiomes de la Unió Soviètica. Tanmateix, ja el 1934 es van imprimir en 104 idiomes. Més endavant, la política de korenització seria progressivament aparcada durant els governs de Stalin i Khruixev, després de la segona guerra mundial, si bé es mantingué l'ensenyament en la llengua materna, la presència del rus augmentà.